# Balthazar (bouteille)
Pour les articles homonymes, voir Balthazar.
 (août 2025).
Si vous disposez d'ouvrages ou d'articles de référence ou si vous connaissez des sites web de qualité traitant du thème abordé ici, merci de compléter l'article en donnant les références utiles à sa vérifiabilité et en les liant à la section « Notes et références ».

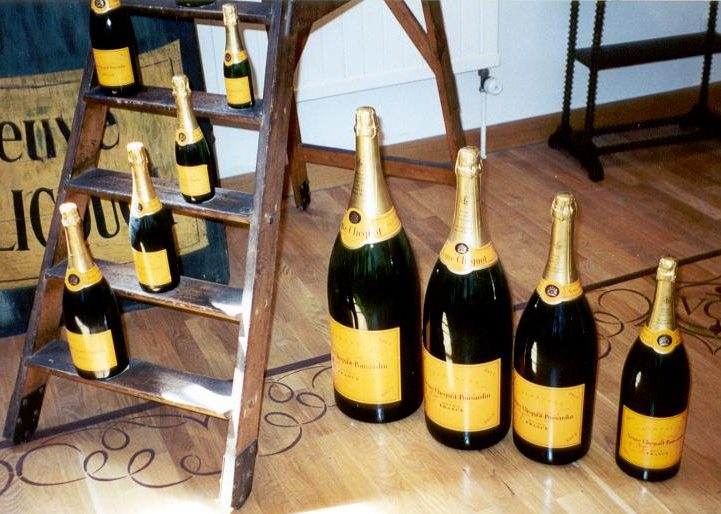
Balthazar et contenants inférieurs.

Le balthazar est une bouteille en verre conçue pour contenir l'équivalent de seize bouteilles de 75 cl, soit douze litres.
Son nom est celui d'un des trois Rois mages.